# جورج كومر
جورج كومر هو ضابط وسياسي أمريكي، ولد في أبريل 1858 في مدينة كيبك في كندا، وتوفي في 1937 في إيست هادام في الولايات المتحدة. انتخب عضو مجلس نواب كونيتيكت ‏.